# フランセス・ガルシア
フランセス・ガルシア（スペイン語: Frances Garcia、1938年6月4日 - ）は、アメリカ合衆国の政治家。1985年から1986年までカンザス州ハッチンソンの市長を務めた後、1989年から1990年まで再任、アメリカ合衆国中西部初のヒスパニック女性市長となった。

## 生涯
メキシコ系移民のジョー・G・カルビロ（Joe G. Calbilo）とミカエラ・チャベス（Micaela Chavez）の娘フランセス・カルビロ（Frances Calvillo）としてハッチンソンで生まれた。ハッチンソン高校（Hutchinson High School）で教育を受けた後、ソルトシティ経営学院（Salt City Business College）に進学して経営学を修了、ハッチンソン・コミュニティカレッジでリベラル・アーツの短期大学士号を得た。1960年、ジョン・T・ガルシア（John T. Garcia）と結婚、2子をもうける。1966年よりウェールズ百貨店（Wells Department Store）の審査役を務め、1968年にはリノ郡でタイピストとして働くようになる。1972年、貯蓄顧問（savings consultant）と融資事務役（loan secretary）になる。その後、背中の健康問題により辞任した。1983年から1990年までハッチンソン・メソジスト・ミニストリー（Hutchinson Methodist Ministry）のアウトリーチボランティアと通訳を務めた。
ガルシアはハッチンソン市議会選挙に出馬、のち市長選挙に勝利して1985年4月から1986年4月まで市長を務めた。その後も市委員（city commissioner）を3年間務め続けた。1988年にカンザス州上院選挙に出馬して落選したが、1989年4月から1990年4月までハッチンソン市長を再任した。退任後もリノ郡のcounty commissionerを務めた。
1985年、ユナイテッド・ラテンアメリカン市民連盟(LULAC)から表彰を受け、翌年のLULAC女性討論会で再び表彰を受けた。2010年、アメリカ合衆国ヒスパニック・リーダーシップ研究所（United States Hispanic Leadership Institute）からハンク・ラカヨ特別功労賞を受賞した。